# Carlo D'Angiò (musicista)
Carlo D'Angiò (Napoli, 1946 – Napoli, 5 settembre 2016) è stato un cantautore italiano.

## Biografia
Musicista napoletano, a partire da un gruppo di giovani artisti partenopei formatosi verso la metà degli anni sessanta, fonda, con Eugenio Bennato, Roberto De Simone e Giovanni Mauriello, la Nuova Compagnia di Canto Popolare, famoso gruppo di musica folk, nato con l'intento di riproporre le radici musicali dell'autentica tradizione popolare napoletana e campana, attingendo dal repertorio più antico e associando, all'attività prettamente musicale, quella teatrale. Entrarono a far parte di questa formazione anche Peppe Barra, Patrizio Trampetti, Fausta Vetere.
Nel 1972 D'Angiò lascia la Nuova Compagnia di Canto Popolare e nel 1976 da vita, insieme ad Eugenio Bennato, a Musicanova, gruppo che rielabora la tradizione musicale meridionale alla luce delle nuove sonorità del tempo. A Musicanova parteciperanno vari artisti, tra i quali il percussionista Tony Esposito, la cantante Teresa De Sio, il sassofonista Robert Fix, i violinisti David Blazer e Pippo Cerciello, il bassista Gigi De Rienzo, il percussionista Alfio Antico, i cantanti Andrea Nerone e Francesco Tiano, il bassista Aldo Mercurio, ai fiati Enzo Avitabile. Un'isolata collaborazione la fornirà anche l'ex leader dei Rokes, Shel Shapiro.

## Discografia
Nuova Compagnia di Canto Popolare
- 1971 – Nuova Compagnia di Canto Popolare (Rare, RAR LP 55011; ristampato nel 1975 dalla Dischi Ricordi con il titolo cambiato in Lo Guarracino, SMRL 6151). Elaborazioni Roberto De Simone e Nuova Compagnia di Canto Popolare (Bennato, Mauriello, Barra, Trampetti, Vetere, D'Angiò)

Musicanova
- 1977 – Garofano d'ammore (Philips Records)
- 1978 – Musicanova (Philips Records)
- 1979 – Quanno turnammo a nascere (Canzoni sulle quattro stagioni di Eugenio Bennato e Carlo d'Angiò) (Philips Records)
- 1980 – Brigante se more (Philips Records) colonna sonora originale dello sceneggiato televisivo L'eredità della priora
- 1981 – Festa Festa (Fonit Cetra)
- 2004 – Musica Nova Collection (Lucky Planets)

Altre esperienze
- 1985 – Dulcinea, con Eugenio Bennato (colonna sonora del film Don Chisciotte). Cinevox
- 1986 – Eughenes, con Eugenio Bennato. Cinevox
- 1989 – Le città di mare, con Eugenio Bennato. Lucky Planets
- 1989 – Cavalli si nasce, con Eugenio Bennato (colonna sonora originale del film omonimo). Cinevox
- 1997 – Mille e una notte fa, con Eugenio Bennato (voce solista in Foggia). Italia Promotions
- 2004 – Nel CD Pizzica la Tarantula 2 di autori vari canta il brano Nannarè. Blond Records
- 2004 – Nel CD A Sud Sud ! di Teresa De Sio è suo il brano O diavolo s'arrecreia. Lucente
- 2007 – Nel CD Sacco e Fuoco di Teresa De Sio è suo il brano A morte e zì Frangillo.
- 2007 – Sponda Sud, con Eugenio Bennato (musiche di Italia Minore) e Taranta Power. Radiofandango/Lucky Planets
- 2008 – Grande Sud, con Eugenio Bennato (scrive con Bennato Ballata di una madre e Novella). C.o.r.e./Edel
- 2011 – Viva il Sud! (Lucky Planets) CD doppio: CD 1 con canzoni composte da Carlo D'Angiò, CD 2 con nuove esecuzioni dal vivo di brani tratti dal repertorio di Nuova Compagnia di Canto Popolare e Musicanova
- 2016 – Nel CD EnnEnne degli Almamegretta canta Musica popolare con Raiz
- 2016 – Nel CD 50 anni in buona compagnia della Nuova Compagnia di Canto Popolare canta Madonna de la grazia

## Teatro
- Trittico di Aterballetto, testi di Tango e vai (A' cantina 'e zì Teresa), con Eugenio Bennato (2005)
- A Sud di Mozart, con Eugenio Bennato e i Taranta Power e Stefano Caponi (2006)
- Suoni e rumori (2007)

## Musiche per cinema e TV
- L'eredità della priora  di Anton Giulio Majano (con Eugenio Bennato) (1980)
- Don Chisciotte di Maurizio Scaparro (con Eugenio Bennato) (1985)
- Cavalli si nasce di Sergio Staino (con Eugenio Bennato) (1988)
- La sposa di San Paolo di Gabriella Rosaleva (con Eugenio Bennato) (1990)
- Io speriamo che me la cavo di Lina Wertmüller (1992)

## Premi e riconoscimenti
- Ciak d'oro
  - 1989 - Migliore colonna sonora, con Eugenio Bennato, per Cavalli si nasce[4]